# Железиарне (Подбрезова)
ФК Железиарне (Подбрезова) (на словашки: FK Železiarne Podbrezová; произношение: [ˈʒeleziarɲe ˈpodbrezoʋaː]) е словашки футболен клуб от град Подбрезова, Банскобистришки край, район Брезно.

## Предишни имена
| Години | Име                                                                |
| ------ | ------------------------------------------------------------------ |
| 1920   | РТЙ Подбрезова RTJ Podbrezová                                      |
| 1930   | ШК Подбрезова ŠK Podbrezová (след сливане с „Татран“ Горна Лехота) |
| 1936   | ШКП Подбрезова ŠKP Podbrezová                                      |
| 2006   | ФО ЖП Шпорт Подбрезова FO ŽP Šport Podbrezová                      |
| 2017 – | ФК Железиарне Подбрезова FK Železiarne Podbrezová                  |

## Успехи
Фортуна лига (Висша лига)
- 5-о място (1): 2016/17

Първа лига (2 ниво)
- Шампион (1): 2013/14

Втора дивизия (от 1993 г.) (3 ниво)
- Шампион (1): 2010/11

Купа на Словакия
- 1/2 финал (1): 2000/01